# Jorge Agustín Rodríguez
Jorge Rodríguez (Mendoza, 15 settembre 1995) è un calciatore argentino, difensore del Monterrey.

## Caratteristiche tecniche
È un difensore centrale.

## Carriera
Cresciuto nelle giovanili del Banfield, ha esordito l'8 agosto 2014 in occasione del match perso 3-0 contro il Godoy Cruz.

## Statistiche

### Presenze e reti nei club
Statistiche aggiornate al 13 marzo 2018.
| Stagione        | Squadra         | Campionato      | Campionato | Campionato | Coppe nazionali | Coppe nazionali | Coppe nazionali | Coppe continentali | Coppe continentali | Coppe continentali | Altre coppe | Altre coppe | Altre coppe | Totale | Totale | Totale |
| Stagione        | Squadra         | Comp            | Pres       | Reti       | Comp            | Pres            | Reti            | Comp               | Pres               | Reti               | Comp        | Pres        | Reti        | Pres   | Reti   |        |
| --------------- | --------------- | --------------- | ---------- | ---------- | --------------- | --------------- | --------------- | ------------------ | ------------------ | ------------------ | ----------- | ----------- | ----------- | ------ | ------ | ------ |
| 2014            | Banfield        | PD              | 2          | 0          |                 | -               | -               |                    | -                  | -                  |             | -           | -           | 2      | 0      |        |
| 2015            | Banfield        | PD              | 6          | 0          | CA              | 0               | 0               |                    | -                  | -                  |             | -           | -           | 6      | 0      |        |
| 2016            | Banfield        | PD              | 9          | 0          | CA              | 2               | 0               | CS                 | 2                  | 1                  |             | -           | -           | 13     | 1      |        |
| 2016-2017       | Banfield        | PD              | 26         | 0          | CA              | 3               | 0               |                    | -                  | -                  |             | -           | -           | 29     | 0      |        |
| 2017-2018       | Banfield        | PD              | 18         | 0          | CA              | 0               | 0               | CL                 | 4                  | 0                  |             | -           | -           | 22     | 0      |        |
| Totale carriera | Totale carriera | Totale carriera | 61         | 0          |                 | 5               | 0               |                    | 6                  | 1                  |             | -           | -           | 72     | 1      |        |

## Palmarès

### Club

#### Competizioni nazionali
- Copa Argentina: 1

Estudiantes: 2023